# Шеїн Михайло Борисович
Михайло Шеїн (кінець 1570-х років - 28 квітня (8 травня) 1634, Москва) - московський полководець, військовий і державний діяч, окольничий (1605), боярин (1606/1607).
Учасник Серпухівського походу Бориса Годунова проти кримських татар (1598). Воєвода Пронський та Мценський (1600—1604). Герой битви при Добриничах (1605) проти військ Лжедмитрія I, рятівник князя Федора Мстиславського. Головний воєвода Новгорода-Сіверського (1605), воєвода Лівенський (1606). Активний учасник придушення повстання Болотникова (1606-1607), супротивник Лжедмитрія II, сподвижник Василя Шуйського, перший воєвода Смоленська (1607-1611).
Керівник оборони Смоленська від річпосполитських військ (1609-1611). Утримувався в польському полоні (1611-1619), повернувся в Московське царство після обміну полоненими внаслідок Деулінського перемир'я У 1620-і роки - найближчий сподвижник патріарха Філарета, батька царя Михайла Федоровича. Головнокомандувач московської армії у Смоленській війні 1632—1634 років. Страчений за державним указом у Москві на Червоній площі у квітні 1634 року за звинуваченням у невдалому розвитку облоги Смоленська.
Син окольничого Бориса Шеїна (? - 1579). Прадід першого московського генералісімуса Олексія Шеїна (1662-1700).

## Біографія

### Походження
Михайло Шеїн походив з дворянського роду Шеїних, стародавньої московської боярської роду, що вів свою спорідненість від Василя Морозова на прізвисько Шия, який у сьомому коліні походив від Михайла Прашинича (Прушаніна)  приїхав до Великого Новгорода.:180
Михайло був одним із двох синів окольничого Бориса Васильовича Шеїна, який загинув у 1579 році під час оборони фортеці Сокіл від річпосполитського війська Стефана Баторія. Сам Михайло мав єдиного сина Івана, який був убитий у 1634 році невдовзі після страти батька.
Правнук Михайла Шеїна Олексій Шеїн (1662 - 1700) згодом став першим московським генералісимусом (1696).

### Дискусія про дату народження
Дослідникам практично нічого не відомо про місце народження та ранні роки життя Михайла Шеїна. Історик Сергій Олександров припускає, що Михайло Шеїн міг народитися в кінці 1570-х років, тому що в 1596-1597 роках його ім'я згадується як ринда (зброєносець), а риндами зазвичай були юнаки у віці 15-17 років.
Історик Максим Моїсеєв припускає, що Шеїн народився близько 1574-1575 років, бо в 1588 він і його брат Денис згадуються в боярському списку з чином жильців. Жильцями на той час були представники служилого стану, які мали обов'язок проживати у Москві, охороняти царя та виконувати його різні доручення. Служба жильцями розпочиналася для знатної молоді з чотирнадцятирічного віку.
Згідно з інформацією історика і письменника Вадима Каргалова, вперше в документах ім'я Шеїна згадується 1598 року у списку 45 стольників, які підписалися під грамотою про обрання Бориса Годунова на царство, при цьому сам підпис Шеїна в цьому списку розташовується на 20-му місці, що свідчило про його досить скромне становище при дворі. Сам же автор не може назвати точну дату його народження:181.

### Початок кар'єри
В 1598 молодий Шеїн брав участь у поході царя Бориса Годунова на Серпухов проти кримських татар хана Гази-Гірея. Під час походу Шеїн був риндою в свиті Годунова. Великих битв у результаті походу не відбулося, похід закінчився мирними переговорами, після яких стало можливим обрання Годунова на царство. Михайло Шеїн був присутній на Земському соборі 1598, що обрав Годунова. Захищаючи честь свого роду і дотримуючись традиції часу, Шеїн брав активну участь у місництві, намагаючись зайняти кращу посаду та зміцнити своє становище при дворі. Шеїн одружився з донькою М. Годунова Марії, тим самим породившись із царем. При дворі Годунова Шеїн мав посаду чашника.
Відзначаючи численні випадки місництва Шеїна, Мойсеєв пише, що у 1598 року той замісничав із князем Андрієм Телятевським, а 1600 року, отримавши призначення в Пронск, «„бив чолом государеві“ на Івана Басманова». Місцевий суд затягнувся, але в результаті Шеїна було позбавлено виконання служби, яка могла завдати шкоди становищу його сім'ї. Відома також місцева справа з ініціативи Шеїна з князем Іваном Куракіним «через те, що князь Куракін на бенкеті сидів у великому столі, а він, син захисника Сокола, дивився „в кривий стіл“». Суду не відбулося, але наступного бенкету Шеїн вже «дивився у великий стіл». У грудні 1601 року Шеїн, дбаючи про отримання більш значного місця, «бив чолом» про призначення в Астрахань, але був визначений у не менш важливу московську північнокавказьку фортецю Терськ. Однак це призначення також не відбулося. У 1602 - 1603 роках Шеїн брав участь у придушенні виступів селян і холопів, зокрема, у вересні - листопаді 1602 він разом з А. Безобразовим утихомирював заворушення у Волоколамську. Після цих дій він повернувся до Москви, де отримав призначення в Новосіль, і пробув там на службі до жовтня 1603 року. Тільки в 1604 він отримав перше реальне самостійне призначення, став воєводою великого полку в Мценську з правом збору «в сход» під свій початок всіх навколишніх воєвод. Основним завданням Шеїна став захист південномосковських кордонів від набігів кримських татар і ногайців, проте в цей рік татари кордону Московського царства не турбували:181.

### Лжедмитрій I

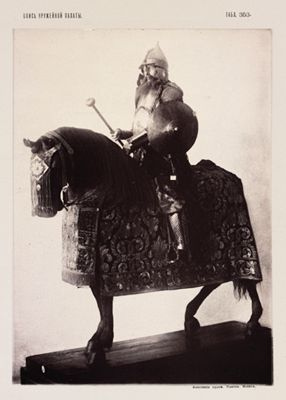
Бойове спорядження воєводи Московського царства XVII століття

У 1604-1605 роках Шеїн брав участь у військових діях проти річпосполитських загонів Лжедмитрія I. У битві під Новгородом-Сіверським з військом Лжедмитрія I у грудні 1604 року Шеїн відзначився, зумівши в ході битви врятувати князя Федора Мстиславського, що очолював московське військо. Ця подія призвела до крутого повороту життя Шеїна. Він був удостоєний честі привезти до Москви звістку про перемогу, а згодом був наданий Борисом Годуновим в окольничі. Будучи майже 30-літнім, Шеїн був призначений на почесну посаду головного воєводи Новгорода-Сіверського, однієї з найбільш значних фортець на південно-західних рубежах Московського царства. У Новгороді-Сіверському Шеїн замінив на посаді воєводи перебіжчика на бік Лжедмитрія I Івана Голіцина:183. На новому місці Шеїн, однак, опинився у скрутному становищі, оскільки сусідні міста та повіти один за одним переходили на бік «царя Дмитра». Після смерті Годунова і зради воєводи Басманова під Кромами Шеїн, який опинився в повній ізоляції, був змушений «вклонитися Гришці». За відомостями літописних джерел, через те, що Шеїн залишався вірним уряду до останньої можливості, Лжедмитрій був на нього спочатку "сердитий", але потім став "ласкавим і кликав до себе на службу ". Моїсеєв пише, що Лжедмитрій планував призначити Шеїна на чолі «ради окольничих» за царської особи. Проте, зрештою, самозванець вирішив відправити молодого воєводу на «кримську Україну» до Лівни:184. Швидке падіння Лжедмитрія в травні 1606 викликало хвилювання в південних містах, що продовжували вірити в існування царевича Дмитра, внаслідок чого Шеїн на чолі невеликого лівенського гарнізону опинився в неміцному становищі:184.

### Повстання Болотнікова
З Лівен Шеїн був змушений рятуватися втечею з огляду на повстання, що починається в регіоні, під проводом Івана Болотникова. Він позначив себе прихильником нового царя Василя Шуйського і взяв діяльну участь у 1606-1607 роках у придушенні повстання Болотникова. Під керівництвом Івана Воротинського він брав участь у битві під Єльцем, в якому урядові війська зазнали чутливої поразки. Восени 1606 року Шеїн у складі війська під командуванням Михайла Скопіна-Шуйського у лавах Передового полку протистояв болотниківцям на річці Пахрі, а під час облоги Москви командував полком смоленських дворян. Далі при наступі військ Шуйського Шеїн брав активну участь у облозі Калуги наприкінці 1606 року. За ратні заслуги на початку 1607 Шуйський подарував йому чин боярина. Після взяття Калуги в середині 1607 Шеїн взяв участь в облозі Тули - останнього рубежу оборони болотниківців. У травні 1607 під час походу на Тулу Шеїн згадується в числі шести бояр, що становили безпосереднє оточення царя Шуйського:186.

### Воєвода у Смоленську

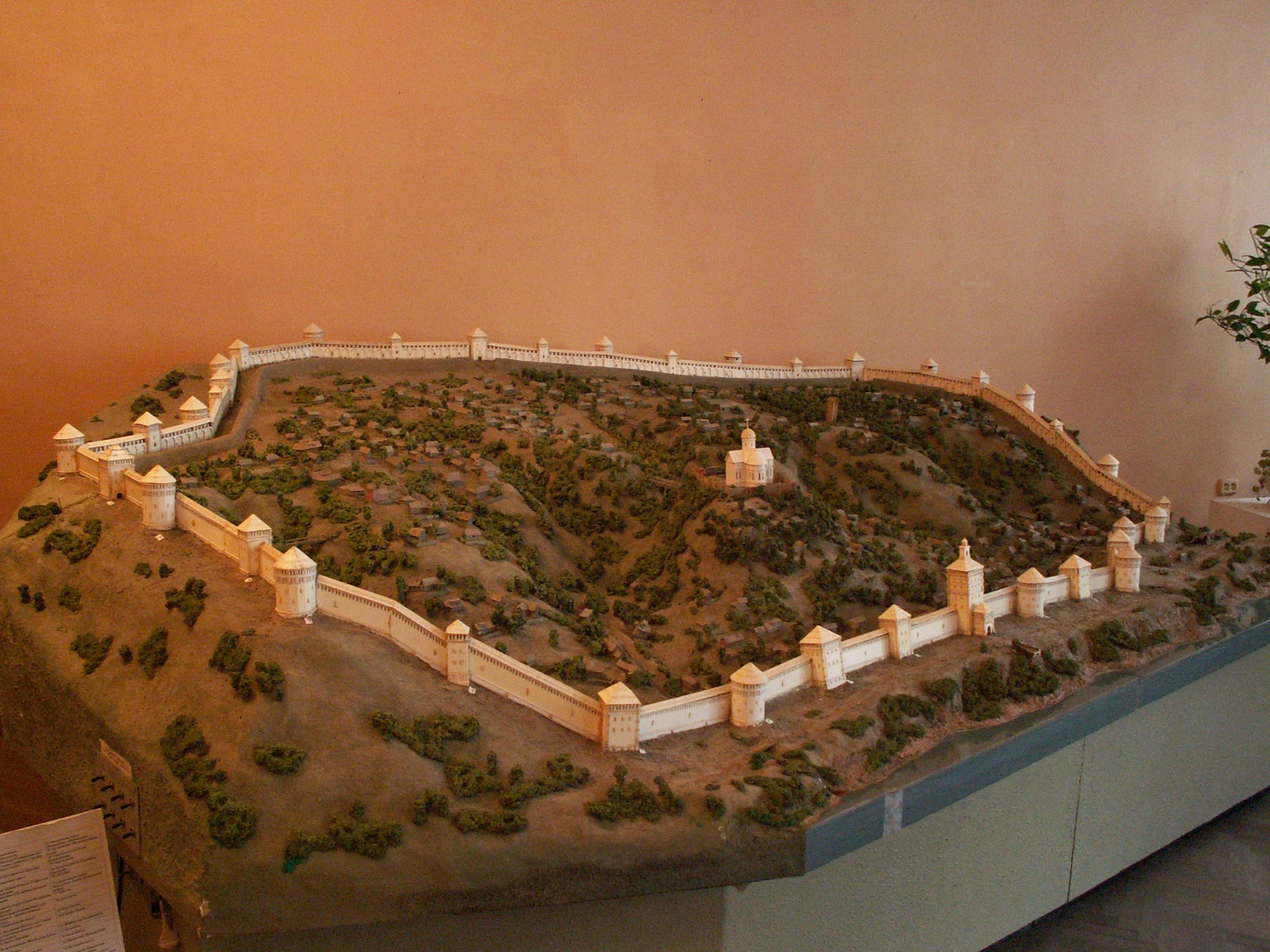
Макет Смоленської фортеці в історичному музеї Смоленська

У жовтні 1607 року з-під Тули після взяття міста та полону Болотникова Шеїн був направлений Шуйським до Смоленська першим воєводою. Стратегічне значення багатого і багатолюдного Смоленська, який обороняв шлях на Москву із заходу, було надзвичайно великим, і саме тому тут під час царювання Бориса Годунова під керівництвом досвідченого зодчого Федора Коня було зведено потужну фортечну стіну. Інтенсивне будівництво, в якому протягом шести років постійно було задіяно близько 15 тисяч людей, було справою загальнодержавного масштабу. Планування завершеного в 1602 кремля ускладнювало підкопи і полегшувала захисникам задіяння артилерії. Однак, наскільки потужним оплотом Московського царства на західному напрямку був Смоленський кремль, настільки ж потужним козирем він міг стати при попаданні у ворожі руки:192—194. Відповідальність, покладена на молодого Шеїна, була дуже високою. Як другий воєвода при Шеїні був призначений князь Петро Горчаков. У розрядній книзі 1608 Шеїн і Горчаков вже прямо згадуються як перший і другий воєводи міста:186.

#### Позиційна війна навколо Смоленська у 1608—1609 роках
У перші місяці перебування Шеїна в Смоленську Московія та Річ Посполита ще не перебували у стані повномасштабної війни, проте на кордоні раз у раз відбувалися сутички між смолянами та «литовськими людьми». Організатором постійних набігів був Велизький староста Олександр Гонсевський, який намагався за допомогою постійної загрози руйнувань схилити смоленське шляхетство і селян на королівське «заступництво». Оскільки литовські старости списували ці набіги на «свавілля панів», Шеїну доводилося вдаватися до аналогічних хитрощів і, щоб не порушувати важливе для Московії перемир'я, посилати проти литовських вторгнень у Щучуйську і Порецьку волості добровільні загони «охочих людей», які з часом діяли все більш успішно:186.
У червні 1608 стало відомо про наближення до Смоленська 7-тисячного загону Яна Петра Сапеги. Водночас небезпека загрожувала і з боку тушинців, які взяли в облогу Василя Шуйського в Москві. При Шеїні смоляни залишалися вірними цареві і не піддавалися агітації Лжедмитрія II. Надіслана ним делегація для залучення смолян на свій бік була Шеїним заарештована і взята під варту. Цар просив у Шеїна військової допомоги, і той надав її у міру можливостей, хоча смоляни у світлі литовської загрози дуже неохоче залишали свої землі. У жовтні 1608 року Шеїну вдалося вибити тушинців з Дорогобужу (за інформацією Каргалова, у листопаді 1608 року:188). Взимку 1609 року Шеїним було розкрито змову Івана Зубова, який агітував за перехід до Лжедмитрія II. У травні 1609 року:161 Шеїн вислав найбільш боєздатну частину свого гарнізону з 2 тисяч ратних людей:194 (три стрілецьких прикази чисельністю 1200 чоловік і 500-600 дітей боярських :161) в підкріплення війську Михайла Скопіна-Шуйського, що йшли на Москву:186.

#### Організація розвідувальної мережі
Водночас, Шеїн був організатором розгалуженої мережі розвідувальної агентури у східних землях Речі Посполитої. Каргалов називає Шеїна в цей період основним організатором стратегічної розвідки на західному напрямку оборони Московського царства:190. Моїсеєв пише, що збереглося кілька документів, які свідчать про розсилку Шеїним шпигунів, які повідомляли про просування загонів польсько-литовської шляхти. З літа 1608 він почав отримувати регулярні донесення з прикордонних земель Литви, зокрема, як пише Олександров, лазутчики Романенков і Хохряков почали посилати в Смоленськ постійні донесення з-за кордону. З них Шеїн своєчасно дізнався про плани річпосполитців йти війною на Московське царство та підготував місто до оборони. Здобуті Шеїним відомості про річпосполитські плани посадити на московський трон не Лжедмитрія II, а королевича Владислава, а також про пов'язані з цим протестні настрої серед тушинців, дозволили Скопіну-Шуйському правильно оцінити ситуацію і остаточно розгромити самозванця:190.
Історик Борис Фролов пише, що влітку 1609 року Шеїн отримав від агентурної розвідки відомості про те, що «короля чекають під Смоленськ до Спасового дня» (тобто до 9 серпня), які застерігали про можливість швидкого приходу до стін Смоленська війська польського короля Сигізмунда III. Фактично ці дані не виправдалися, тому що армія короля прийшла більш ніж на місяць пізніше, проте ця звістка прискорила підготовку фортеці до зустрічі:74.

#### Підготовка міста до оборони
Для посилення обороноздатності Смоленська Шеїн у квітні 1608 видав дві «пам'яті» посадським старостам. Міському голові Казимирову було наказано «...їздити в Смоленську і на посад, і в слободах, і від Городні до Щекіної в старому дерев'яному місті, від Крилашевських воріт до П'ятницьких воріт, і від Дніпровської брами до Духівської брами, по всі дні вранці, і вполден, і ввечері, і береги того міцно, щоб одноосібно на посаді і в слободах крадіжок і грабежів, і всякого поганого, і корчем, і зерна, і блядні ні в кого не було ... хат і миль влітку не топили ... і вночі б ніхто з вогнем не сидів». Таку саму «пам'ять» дали посадським старостам Данилу Жиліну і Купру Щіхіну. Крім того, їм було наказано прослідкувати «…щоб на всіх дворах ставили бочки з водою, і в майстрових людей кузні запечатати… і в місті, і на посадах переписати двори посадські, щоб від того дня і в місті, і на посадах було бережіння крадіжки ніякого був».
Каргалов пише, що за лічені тижні Шеїну вдалося підготувати Смоленськ до оборони, зібравши 5400 посадських і даткових людей, дворян і дітей боярських, а також стрільців і пушкарів:196 За свідяченням Моїсеєева, за останню декаду серпня 1609 року фактично була створена потужна армія чисельністю близько 5500 чоловік. Аналогічну інформацію наводить і Олександров, відзначаючи, що в середині серпня Шеїн видає указ про набір даткових дворянських маєтків, 21 (31) серпня — новий указ про набір датових з архієпископських і монастирських вотчин, а наприкінці серпня було складено: розпис смоленського гарнізону по вежах, розпис посадських людей, розпис артилерії.
Задніпровський посад був за рішенням ради воєвод і посадських людей спалений, щоб річпосполитці, що облягали місто, не знайшли в ньому укриття. Усього було спалено до 6000 дворів. Жителі, що втратили дах, посада сховалися в місті, де закономірно постало гостре житлове питання. Ціни за найм житла під час облоги підскочили до небувалої висоти, новоприбулі сім'ї зазнавали поневіряння. Щоб поліпшити настрої в місті, Шеїн розпорядився на час облоги скасувати всі найми і зобов'язав власників жител прийняти посадський і навколишній люд:188.
Шеїн розділив гарнізон на облогову та вилазну групи у пропорції 2 тисячі на 3,5 тисячі людей. Облогова група складалася з 38 загонів (за кількістю веж), кожен з яких налічував близько 50 ратників і відповідав за оборону своєї вежі та прилеглої до неї ділянки стіни. Під час відсутності вилазок вилазна група становила загальний резерв фортеці, що використовувався на гарячих ділянках оборони такої великої фортеці:161. Завдяки жорстокій дисципліні вдалося максимально мобілізувати всі сили для оборони міста. Служба біля міських стін і веж була ретельно розписана і під загрозою смертної кари за недотримання розпису суворо контролювалася:189.

#### Керівництво обороною Смоленська

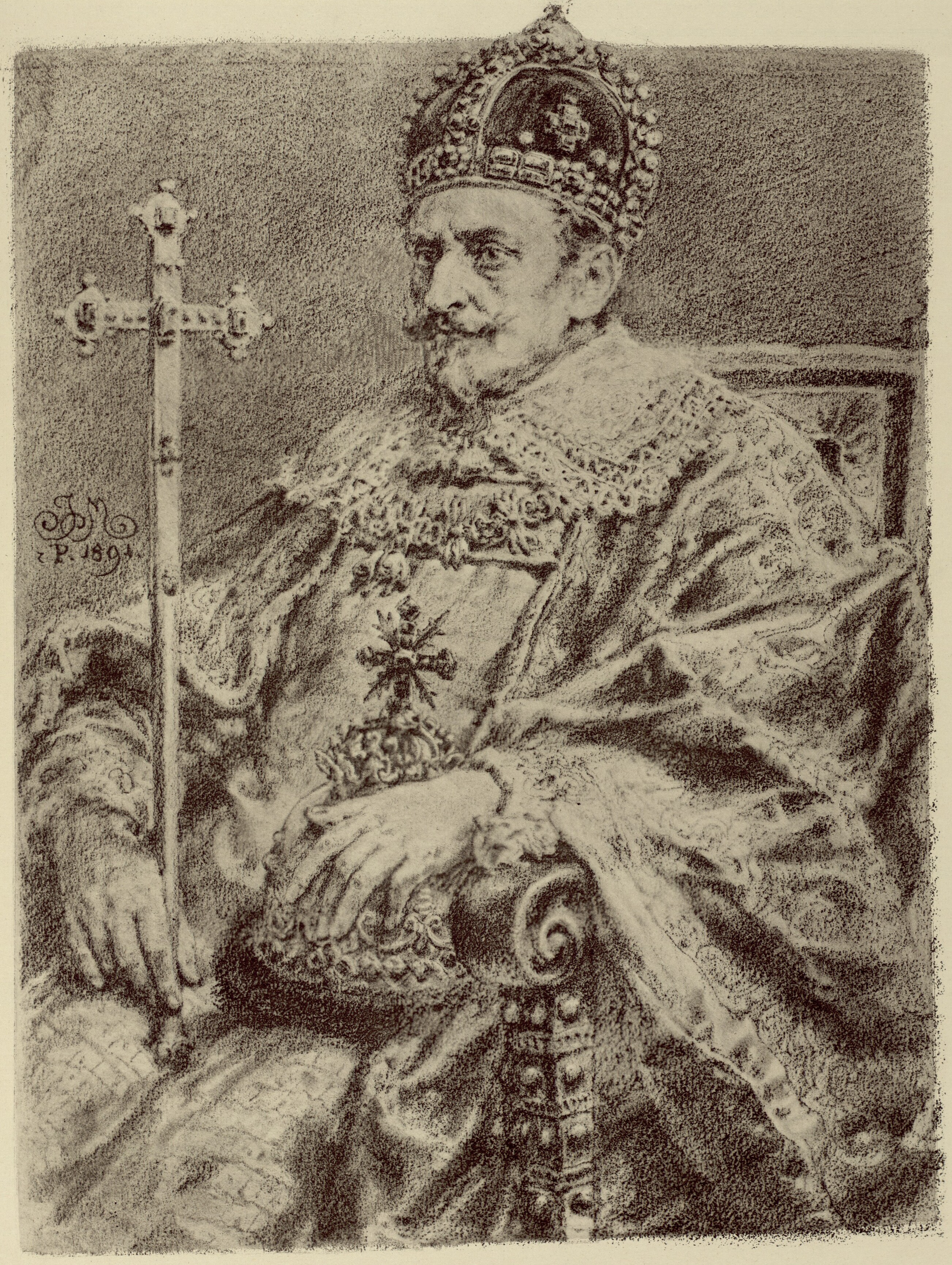
Польський король і Великий князь Литовський Сигізмунд III Ваза, глава армії, що тримала в облозі Смоленськ (1609—1611). Портрет роботи Яна Матейка

##### 1609 рік
13 (23) вересня 1609 року Шеїн перевів Смоленськ на облоговий стан. 16 (26) вересня до міста підступили литовські війська под командуванням Лева Сапіги, 21 вересня (1 жовтня) підійшла основна армія Сигізмунда III. Спочатку ці сили нараховували 12,5 тисяч осіб. Однак піхоти й артилерії, дуже важливих при облозі, у Сигизмунда III було відносно небагато (близько 5 тисяч:73). Каргалов називає це свідченням того, что Сигізмунд III спочатку не планував штурм міста, а розраховував на його швидку здачу и подальший рух вього війська вглиб Московії, однак ці розрахунки не здійснилися:196.
Безпосередній командувач річпосполитської армії гетьман Станіслав Жолкевський після розвідки укріплень і обговорення на військовій раді способів оволодіння фортецею повідомив Сигізмунду, що армія не має в своєму розпорядженні необхідних для штурму сил і засобів, і запропонував обмежитися блокадою Смоленська, а головними силами йти на Москву. Сигізмунд відхилив цю пропозицію, наказавши розпочати штурм. Після деякої підготовки Жолкевський наказав почати штурм Смоленська 25 вересня, який тривав по 27 вересня. Згідно з початковим планом було вирішено зруйнувати петардами Копитинські та Авраамієвські ворота і через них увірватися у фортецю:74. Плани короля щодо підриву цих, а потім та інших воріт виявилися нездійсненними завдяки заздалегідь вжитим заходам Шеїна. Він розпорядився поставити біля кожної брами дерев'яні зруби, наповнені землею та камінням. Тоді було зроблено спробу нічного закладання мін під ворота. Внаслідок цієї спроби нападникам вдалося підірвати лише одну, Аврамівську браму, і був підготовлений штурм східної стіни. Але через несвоєчасність подачі сигналу про початок нічного штурму задум був розгаданий захисниками фортеці, позиції противника освітлені факелами і зі стін фортеці по військах, що приготувалися до штурму, був відкритий вогонь. Щільно вишикувана річпосполитська піхота і кіннота зазнали важких втрат і безладно відступила. Нападники перенесли основний напрямок удару на північні та західні стіни. Найбільш запеклі бої вздовж північних стін розгорнулися біля Дніпровських та П'ятницьких воріт, а вздовж західної стіни - біля Копитинських воріт:75.

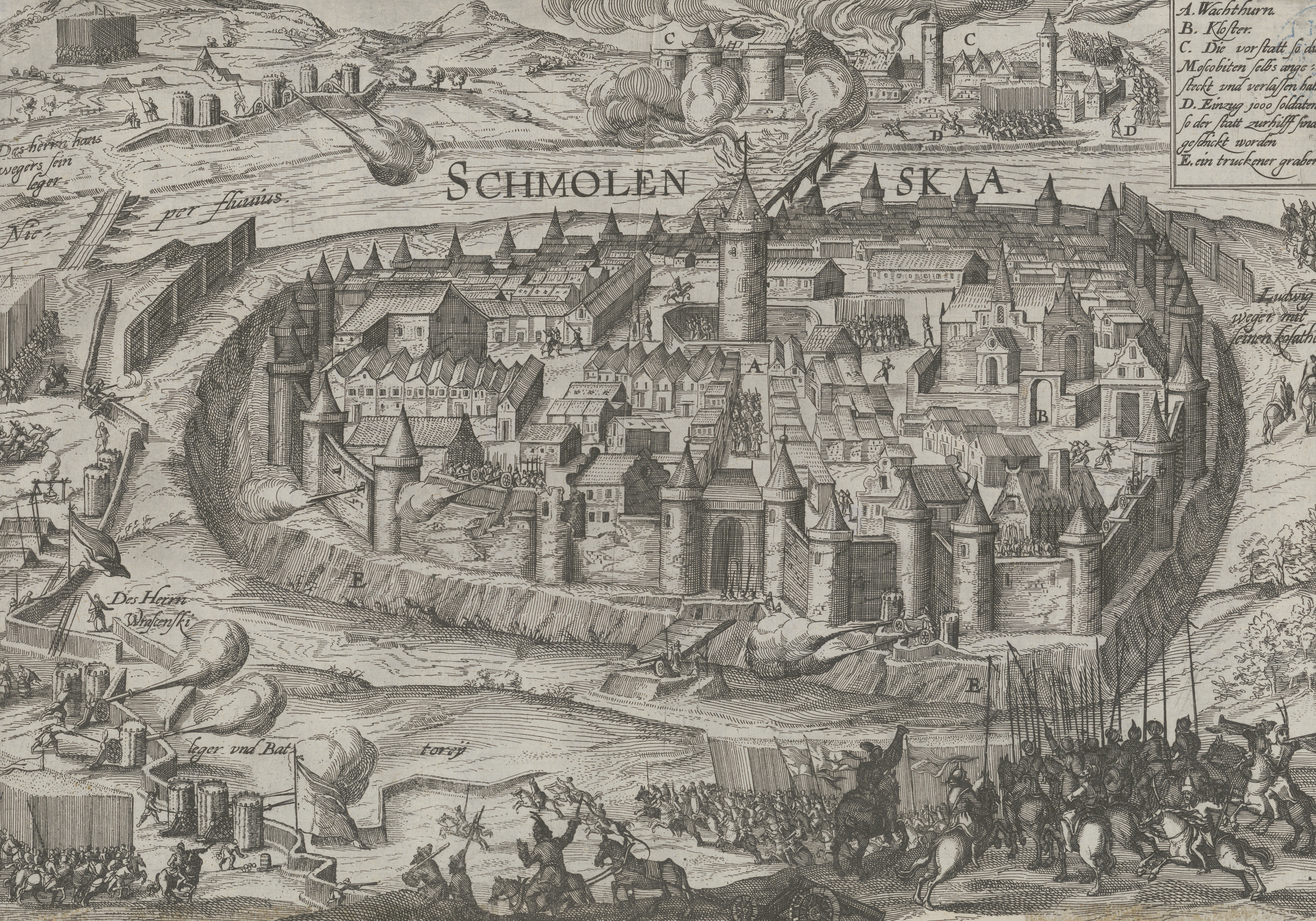
Облога Смоленська. Німецька гравюра 1609-1611 років

Після невдалого першого штурму Смоленська наприкінці вересня до армії Сигізмунда приєдналося ще близько 10 тисяч запорожців та реєстрових козаків:73. Таким чином, загальна чисельність армії короля Сигізмунда III у цей час перевищувала 22 тисяч чоловік проти 5,4 тисяч захисників фортеці. Таке співвідношення сил за канонами тодішнього військового мистецтва, пише Каргалов, гарантувало взяття фортеці:196. Сигізмунд перейшов до тактики облоги фортеці за допомогою інженерних хитрощів. Але й «підземна війна», яка тим часом велася між річпосполитськими саперами та московитами, у перші місяці протікала для московської сторони дуже успішно. Усі річпосполитські мінні галереї вчасно розкривалися та підривалися з чималими втратами для супротивника. Захисники фортеці у цьому процесі вдосконалювали свої навички оборони та зводили нові ефективні зміцнення. Зокрема, через непотрібність були засипані всі основні ворота фортеці, а у всіх вразливих місць виставлені сильні варти:75.
Річпосполитські бомбардування міста в перші місяці облоги здійснювалися з трьох основних сторін: зі Спаської гори, з-за Дніпра та від річки Чурилівки. Але фортеця теж мала гарне оснащення гарматами і відповідала зустрічним вогнем. Каргалов пише, що вогнева перевага була на боці захисників фортеці, а далекобійні піщалі московитів із Богословської вежі навіть діставали до королівського табору. У листопаді 1609 року Шеїн мобілізував на оборону міста все населення «по всім торшком і по крижах і по всіх слобідках і по вулицях … за розписом бути на місті … з усяким боєм, і ті б люди стояли все сповна і за своїм місцем зі своїм боєм безвідступно з великим береженням по огляду, а ково за розписом на місті не буде і тому бути страчену смертю»:198.
З другої половини жовтня 1609 року, коли річпосполитці перейшли до пасивної облоги, Шеїн організовував ряд вилазок із фортеці, основним завданням яких були взяття мов і розлад позицій противника, поповнення запасів води у фортеці, а, з настанням холодів, видобуток дров:76. Олександров і Фролов пишуть, що в одній з таких вилазок при перетині Дніпра на човні шістьма московитами:76 було видобуто польський прапор.

##### 1610 рік
Істориками відзначається успішна діяльність воєводи Шеїна з організації підземної війни, яка активно розпочалася під Смоленськом із 1610 року. 3 січня Шеїн наказав Івану Бітяговському і Тимофію Кушальову «відати і наглядати чутки… і сторожі для береження і тих слухів за змінами, які стережи у тих слухах наперед цього бували». Через чутки та підкопи смоленське командування отримувало своєчасну інформацію про дії річпосполитських військ. Дізнавшись, що річпосполитський підкоп уже готовий, московити 16 січня встановили у ньому пищаль і відкрили вогонь по ворогові. Через три дні московити заклали в підкоп порох і підірвали його.

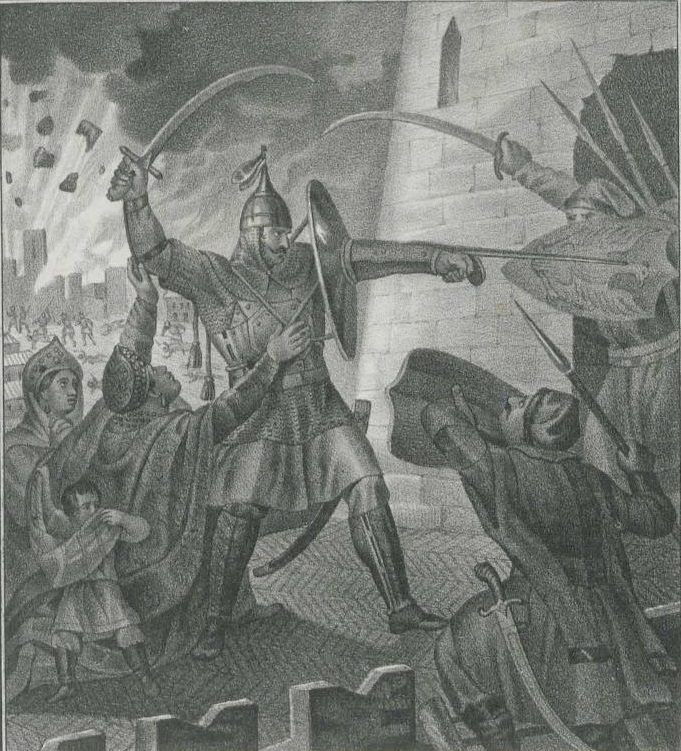
«Оборона Смоленська від поляків» (художник Б. Чоріков)

У лютому 1610 року були підірвані ще два річпосполитських підкопи, причому при вибуху одного з них французького інженера, що працював у ньому, з річпосполитського боку викинуло вище стін. Фролов пише, що дії захисників фортеці під землею довели повну неефективність підземної війни проти них:76.
Становище московитів тимчасово покращилося після того, як Скопін-Шуйський розблокував Москву і почав готуватися до походу на Смоленськ, а послані ним люди організували у тилу у річпосполитських військ чималі партизанські загони. Однак зима 1609-1610 років була холодною і сильно послабила місто. У середовищі бідноти за півроку після початку облоги почався голод, а неякісна вода з міських струмків викликала хвороби. Шеїн видав указ про відміну будь-якої плати за найм квартир у Смоленську до кінця облоги. У зимові місяці в Смоленську щодня ховали 30-40 осіб, а в період голодної весни 1610 - вже по 100-150 осіб:200. У травні 1610 року прийшла звістка про несподівану смерть Скопіна-Шуйського, а незабаром і про поразку царського війська, що йшов до Смоленська для зняття облоги, в битві під Клушином:201. До того ж під Смоленськ із Риги наприкінці травня 1610 року було доставлено великокаліберні облогові гармати. Незважаючи на всі ці погані новини, гарнізон під командуванням Шеїна продовжував наполегливо чинити опір, зміцнюючи стіни, заважаючи облоговим роботам і відтягуючи новий штурм. 18 (28) липня біля Грановитої вежі величезними ядрами було пробито пролом. За цією подією було три штурми (останній відбувся 11 (21) серпня, однак щоразу вони були відбиті з великою шкодою для нападників:201—202.
Тим часом у Москві був скинутий цар Василь Шуйський, а владу захопила Семибоярщина, яка незабаром надіслала Шеїну наказ здати місто королю. Проте Шеїн, підтриманий городянами, з власної ініціативи відмовився виконувати це розпорядження. Розгніваний Сигізмунд III поставив московитам триденний ультиматум під страхом смерті здати місто, але смоляни відповіли після закінчення терміну підривом батареї гармат, нещодавно доставлених з Риги, під яку було здійснено підкоп. Це змусило короля зажадати нових гармат зі Слуцька і забезпечило смолянам ще два місяці перепочинку:203.
Кінець листопада 1610 року був одним із найскладніших періодів в обороні Смоленська для Шеїна, оскільки частина дворянства міста на чолі з вяземськими дворянами під впливом інформації про скидання Шуйського та сходження на престол королевича Владислава виступила проти Шеїна і зажадала завершення оборони. Шеїн вжив низку заходів, зокрема, видав вяземським дворянам платню хлібом і пообіцяв розпочати переговори з поляками до Різдва. Але до початку 1611 року криза у відносинах була подолана.

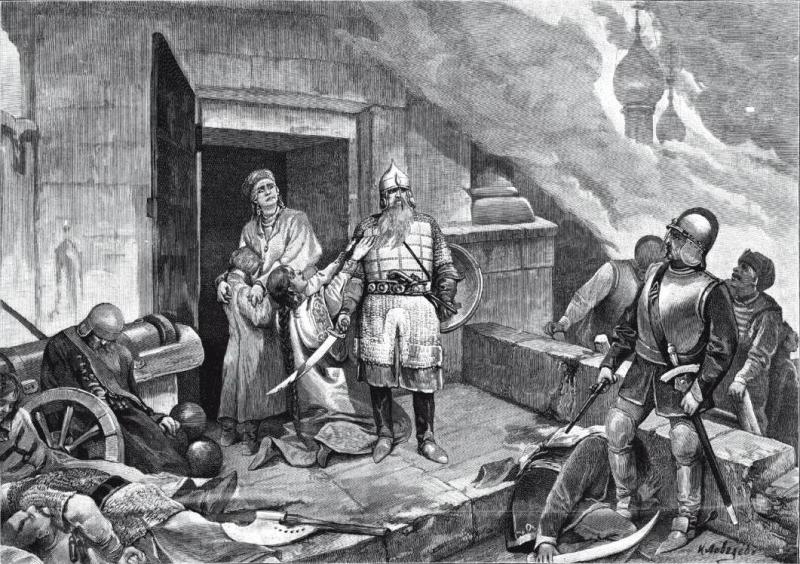
Останні хвилини здачі Смоленська річпосполитським військам 1611 р. Сім'я воєводи Шеїна благає його покласти зброю і здатися в полон. Клавдій Лебедєв, ХІХ ст.

21 листопада (1грудня) річпосполитці знову підірвали стіну, в результаті якого була зруйнована вежа і утворився новий пролом. Знову відбулися три криваві штурми, і знов они скінчилися невдачею. На цей раз річпосполитським військам вдалось приникнути в межі міста. Але Шеїним передбачливо було зроблено захисний вал за слабким відрізком стіни, а також організований потужний перехресний вогонь із сусідніх веж. Річпосполитці знову були змушені відступити з великими втратами, а моковити зберегли фортецю на другу осадну зиму, яка далась їм дуже дорого:204.

##### 1611 рік
До весни 1611 року кількість захисників фортеці стала критично малою. Александров пише, що боєздатна армія Смоленська до 1611 скоротилася в 10 разів (складивши близько 500 осіб). У лютому 1611 року пройшов ще один раунд переговорів між смоленськими боярами та річпосполитською стороною, до якої підключився також воєвода Шеїн. За умовами Смоленська пропонувалося відкрити ворота та впустити 200 вояків Речі посполитої у місто, але за умови, що решта армії Сигізмунда покине межі смоленської землі. Ці переговори завершилися нічим, і річпосполитські війська почали готуватися до нових штурмів.
Весною 1611 року московити відбили ще кілька штурмів. За Каргаловим, до літа 1611 року у розпорядженні Шеїна залишилося не більше 200 боєздатних ратників, яких вже було недостатньо для оборони всього 6-кілометрового периметра фортеці. Знаючи про це, Ян Потоцький після артилерійського обстрілу 3 червня 1611 року зробив вирішальний штурм, вдаривши по місту з усіх боків, з розрахунком, що оборонці не зможуть відбити штурм відразу по всій довжині стіни:200—206.
Гусари та козаки під командуванням Яна Потоцького прорвалися через Аврамівську браму, а піхота пана Доростайського вступила в місто через пролом біля Крилошевської брами, також використовувалися широкі сходи для швидкого проникнення на стіни. Захисники не змогли утримувати нападників і відчайдушно відбивалися на вулицях міста. Поляки, литовці, козаки та найманці влаштували серед населення жорстоку різанину. Городяни, у тому числі жінки та діти, забилися в Мономахів собор, під яким знаходилися великі запаси пороху. Коли ж інтервенти увірвалися в собор і почали вбивати людей, як свідчить джерело XVIII століття «Повість про перемоги Московської держави», один із посадських людей на ім'я Андрій Бєляніцин підірвав порохові запаси, знищивши собор разом з міщанами і багатьма загарбниками:206.

### У річпосполитському полоні

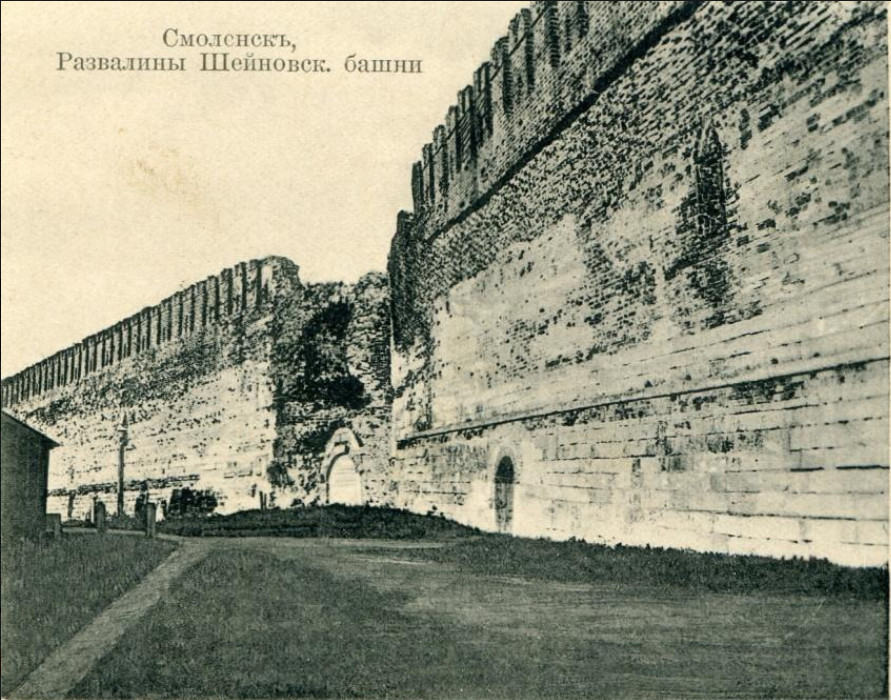
Залишки Коломінської (Шеїнової) вежі, де 3 червня 1611 року вів свій останній бій при обороні Смоленська воєвода Шеїн. Листівка початку XX ст.

Сам Шеїн разом із 15 ратниками та сім'єю замкнувся в одній із фортечних веж (на думку істориків, це відбувалося на Коломінській вежі) і довго відбивав нападників. Польський гетьман Станіслав Жолкевський писав, що Шеїн убив близько 10 німців і збирався прийняти смерть, але зрештою, послухавши благань членів сім'ї, вийшов з вежі. Його відразу ж доставили в ставку до Сигізмунда III, де піддали тортурам та допиту. Король був настільки розлютований дворічною облогою, величезними втратами серед шляхти та підірваним особистим престижем, що знехтував кодексом честі, за яким полонених командувачів не катували. Під час тортур Шеїн не видав жодного зі своїх вірних соратників і у напівмертвому стані був у кайданах відвезений до Речі посполитої. Син Шеїна дістався королю, а дружина і дочка - Леву Сапезі:207.
Попри взяття міста Смоленська Річчю посполитою, стратегічне значення його 20-місячної оборони московитами було величезним. Оборона Смоленська майже на два роки затримала основні сили короля біля стін міста, що не дозволило застосовувати ці війська у центральній Московії. Загальна шкода річпосполитським військам склала близько 30 тисяч людей. Великі втрати та виснаженість війська не дозволили Сигізмунду рушити на допомогу своїм військам у Москві (які були розбиті в битві на Дівоче поле 4 листопада 1612), і він пішов назад до Речі опсполитої:168:78.
У полоні Шеїн провів вісім років. Каргалов пише, що Сигізмунд III мстився йому за завзятість у тому числі ганьбою, возячи разом з іншими московитами у відкритій кареті по вулицях Варшави, а також змусивши бути присутнім на прийомі в королівському палаці, де привезеного з Москви Василя Шуйського на знак повної покірності змушували припадати до стопам польського монарха:207. У 1614 році послу Желябузькому, що приїхав від Михайла Романова, вдалося побачити Шеїна в Слонімі і передати йому царську грамоту, в якій молодий цар висловлював своє захоплення Шеїним і намір його якнайшвидше звільнити:208. Після провалу Московського походу Владислава IV та укладання Деулінського перемир'я було досягнуто угоди про обмін полоненими, яка почалася в лютому 1619 року.
Разом з Шеїним у Речі посполитій утримувався в полоні і патріарх Філарет, батько московського царя Михайла Федоровича, який розділив з Шеїним долю бранця і згодом став діяльним покровителем і великим другом. Каргалов пише, що Шеїна та Філарета поляки притримували у себе, відсуваючи дату їх передачі, щоб мати вплив на московський уряд. Передача Шеїна та Філарета московському уряду відбулася 1 червня 1619 року на річці Полянівці. У Московському царстві Шеїн був зустрінутий Михайлом Федоровичем з почестями, нагороджений царським «жалуванням» і «здоров'ям» (що, як пише Каргалов, на ті часи було високою нагородою), а також шубою та кубком:210—211.

### Діяльність у Москві

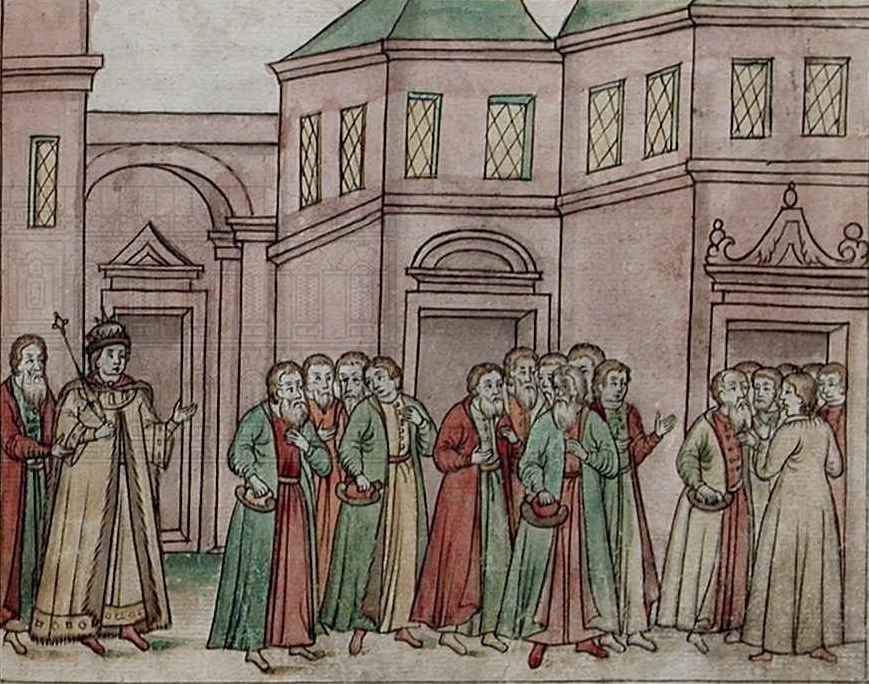
Опис «в персунах» весілля царя Михайла Федоровича з Євдокією Лук'янівною Стрешньовою: «Государ прийшов зі своїх хором у Золоту середню палату... А за ними йшли бояря князь Іван Одоєвський, князь Андрій Хілков, околиць Артемій Ізмайлов, думний дяк Іван Граматін. А за ними йшли перед государем дружки з государевого боку боярин князь Дмитро Пожарський, а з государину сторону дружки боярин Михайло Шеїн та князь Роман і князю Петров син Пожарський".

Шеїн у Москві користувався великою повагою. Він обідав у царя і у Філарета у урочисті дні частіше за інших придворних, був присутній при прийомі царем іноземних послів. У 1620-1621 і 1625-1628 роках він очолював один із розшукових наказів. У 1625 році йому був наданий почесний титул намісника Тверського. Кілька разів, без царя, він «відав» Москвою, що було знаком високої довіри:211.
Шеїн прагнув на військову службу. У 1628 він був призначений главою Пушкарського наказу, завданням якого було відновлення боєздатності армії після Смутного часу. Головною метою московської зовнішньої політики у той час було повернення Смоленська. Саме за Шеїна почалося формування полків «Іноземного ладу», а також елементів постійної армії. Чисельність армії, попри економічні проблеми, було доведено до 100 тисяч осіб. І якщо мушкет ще доводилося купувати за кордоном, то артилерією при Шеїні Росія змогла забезпечити себе самостійно. Шеїн керував приказом до 1632 року.

### Смоленська війна
У 1632 році закінчувався термін дії Деулінського перемир'я, і Московія підготувалася до нової війни. У квітні 1632 року Шеїн та Дмитро Пожарський були призначені воєводами великого полку, тобто головнокомандувачами московської армії. Проте виступ військ на Смоленськ затягнувся через посилені напади кримських татар на «південні україни». Були втрачені цінні літні місяці, а Пожарський захворів на «чорну недугу» і був замінений окольничим Артемієм Ізмайловим. Фактичним головнокомандувачем став Шеїн, у якого у підпорядкуванні перебували полки «Іноземного ладу». Конкретний наказ виступити у бік Смоленська Шеїн та Ізмайлов, що стоять у Можайську, отримали з Москви лише 10 вересня.
Історик Дмитро Меньшиков у діях армії Шеїна виділяє кілька етапів: період збору військ та наступу на Смоленськ (серпень – грудень 1632 року), період облоги Смоленська (грудень 1632 року – серпень 1633 року), час активних боїв з армією Владислава IV (1633) і період блокади військ Шеїна (жовтень 1633 - лютий 1634), що закінчився капітуляцією московського війська.
Осінні дощі та бездоріжжя ускладнювали просування військ з важкими «нарядами» і великим обозом. Найважчі гармати довелося до весни залишити у Вязьмі. Дорогобуж, що лежав на шляху до Смоленська, узяли лише 18 жовтня. Прикриваючи фланги, легкі загони кінноти прямували до суміжних міст і діяли дуже успішно, взявши 23 міста, від Новгорода-Сіверського до Невеля. Окремо слід згадати взяття князем Семеном Прозоровським стратегічної фортеці Біла. Тим не менш, до Смоленська московські війська змогли підступити лише в січні, а важких стенобитних гармат потрібно було чекати ще близько двох місяців.

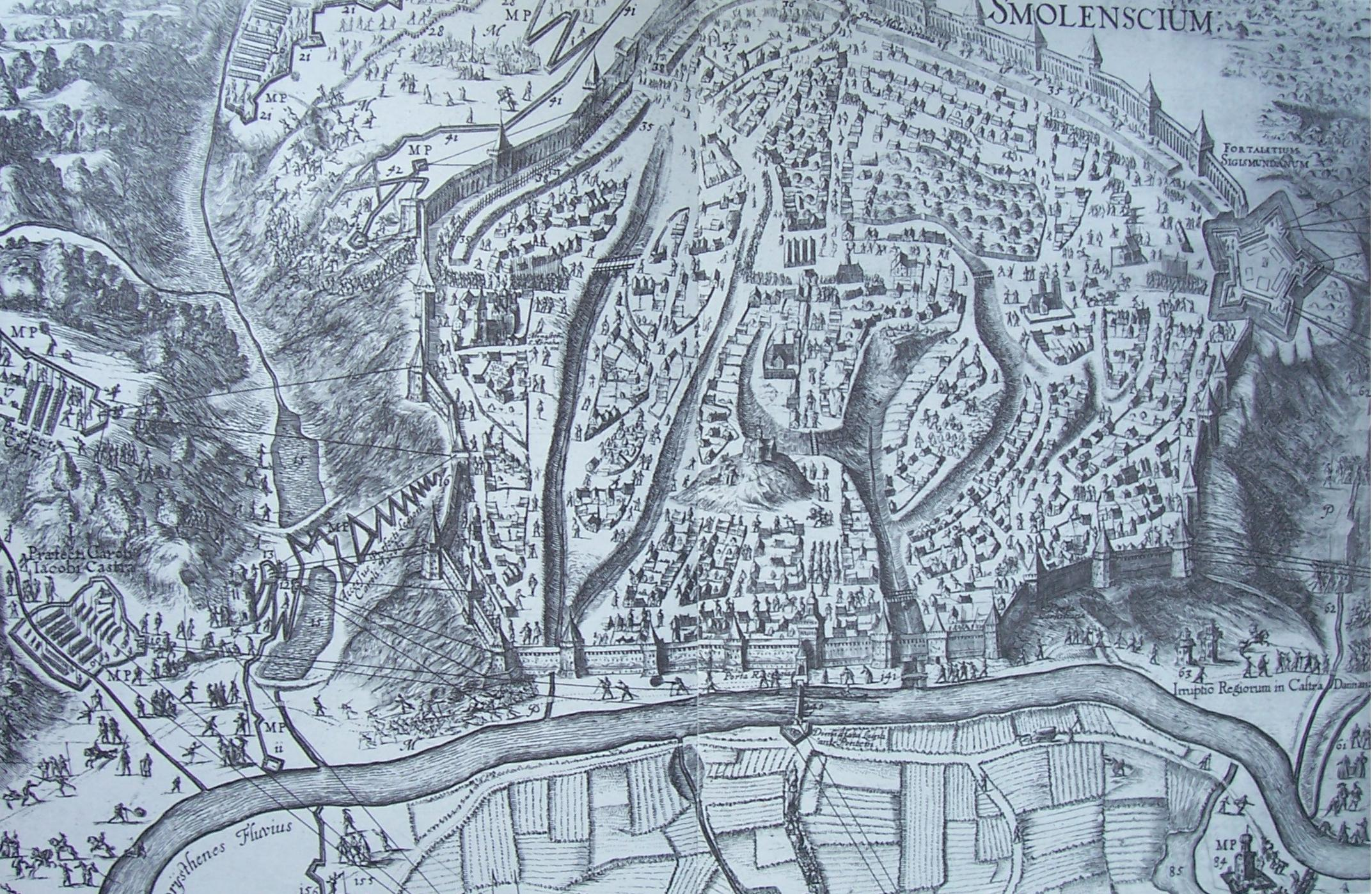
Облога Смоленська 1632-1633. Фрагмент гравюри Вільшельма Гондіуса "План облоги Смоленська". Данциг. 1636

Спочатку військо Шеїна під Смоленськом складалося з 21,5 тисячі людей. Хоча до них згодом приєдналися близько десяти тисяч солдатів і стрільців, ці підкріплення лише компенсували танення війська Шеїна. Воно було викликане великомасштабним походом кримського хана на південні рубежі Московського царства, у зв'язку з чим безліч дворян та дітей боярських із південних повітів стали самовільно їхати з армії, щоб захистити свої маєтки. Гарнізон Смоленська налічував близько 4,5 тисячі людей. Шеїн осадив місто за всіма правилами військового мистецтва, а московська артилерія, встановлена в укріплених острогах, завдавала фортеці відчутних збитків. Однак для того, щоб підірвати стіну перед рішучим штурмом, забракло пороху, і Шеїну довелося чекати повільного підвезення боєприпасів. За цей час річпосполитські війська встигли закласти пошкодження у стінах та вежах, а також насипати за стінами земляні вали. 26 травня вдалося підірвати частину стіни, проте штурм пролому виявився невдалим, як і повторний штурм 10 червня. Давалася взнаки гостра нестача пороху, який постачався під Смоленськ вкрай мізерно і повільно. Розтягнувшись по всьому периметру міста та охороняючи важкі гармати в острогах, московські війська втратили мобільність. Таким чином, коли до Смоленська в серпні підступила 30-тисячна армія короля Владислава, військо Шеїна опинилося в скрутному становищі і було змушене віддати ініціативу ворогові.
Атаки річпосполитських військ на московські укріплення були спочатку малоефективними та супроводжувалися великими втратами. Однак згодом річпосполитська чисельна перевага, підкріплена вилазками гарнізону, почала позначатися. Довго та героїчно оборонявся від військ Речі посполитої розташований на Покровській горі полк Матісона. Коли полк настільки порідшав, що захист пагорба став безперспективним, Шеїну вдалося зробити майстерний маневр і вивести з Покровської гори всіх солдатів з гарматами. Шеїн і далі вчинив дії з консолідації своєї армії, знявши угруповання Прозоровського із західного боку міста. Причиною цього відступу стали дезертирства західних найманців у московському стані, яких підкупом переманював на свій бік Владислав.

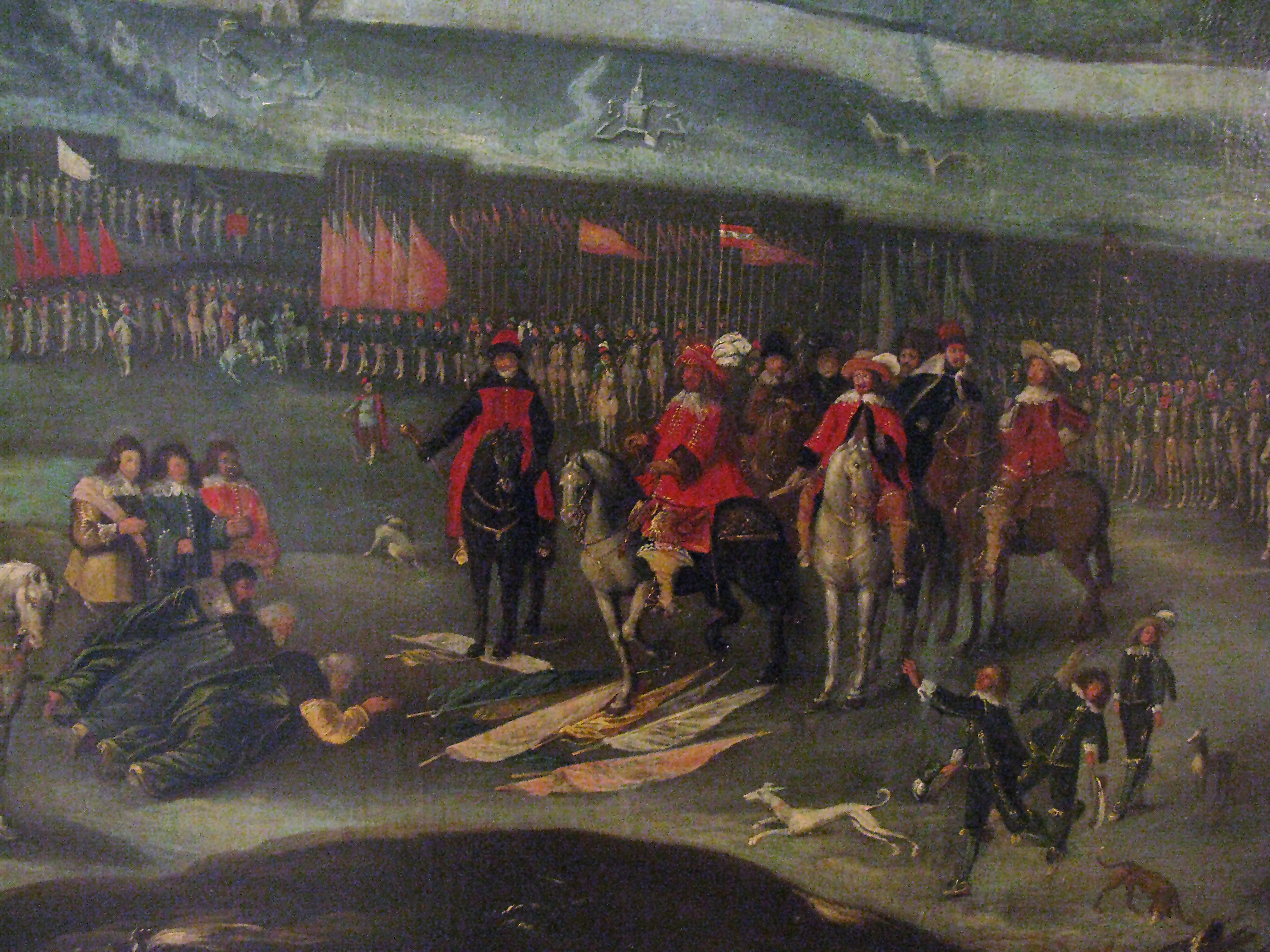
Капітуляція облогової армії Шеїна перед королем Владиславом IV (Тріумфальна картина бл. 1634, невідомий польський художник)

Консолідувавши військо, Шеїн міг би безперешкодно відступити від Смоленська, оскільки продовження облоги за умов переваги сил противника було безперспективним і загрожувало поразкою. Проте цар зажадав залишатися під містом, пообіцявши надіслати на допомогу військо на чолі з відомими воєводами Дмитром Черкаським та Дмитром Пожарським. Шеїн міцно укріпився з південно-східного боку Смоленська та відбивав атаки польсько-литовських військ. Однак його становище різко погіршилося після того, як 8-тисячний загін під командуванням Гонсєвського взяв Дорогобуж, де знаходилися склади провіанту, заблокувавши таким чином дорогу з Москви. Це ізолювало армію Шеїна від постачання й повідомлення, і навіть віддаляло перспективу підходу додаткових військ. Коли Москві усвідомили тяжкість становища Шеїна і почали слати гінців з дозволом відступити, було вже пізно. Гонці не могли прорватися крізь щільне кільце річпосполитських «роз'їздів». Виступ із Можайська воєвод Черкаського та Пожарського через повільність московського уряду затягувався. Зрештою Шеїн героїчно обороняв свій заблокований табір, але має величезну скруту у продовольстві і фуражі. Йому не залишилося нічого іншого  як підписати 16 лютого 1634 перемир'я з Владиславом на умовах почесної здачі.
Умови перемир'я з огляду на важке становище війська Шеїна були порівняно сприятливими. Військові історіографи сходяться в тому, що Шеїн досяг максимуму, що можна було очікувати в ситуації, що склалася. 8,5 тисяч ратників, що залишилися при ньому, замість річпосполитського полону було надане право на вільний вихід, також за ними зберігалися прапори, 12 польових гармат, «холодна зброя і мушкети з зарядами». За інформацією Моїсеєва, всього з воєводою Шеїним з-під Смоленська пішли 8056 людей. Ще 2004 особи хворих і поранених залишилися в таборі на лікуванні та після одужання, згідно з умовами перемир'я, вони повинні були повернутися до Московії. Перемир'я мало лише локальний характері і, не пов'язуючи московському уряду руки, дозволяло іншим московським арміям продовжувати військові дії. Водночас Шеїну довелося залишити ворогу облогову артилерію та табірне майно, а його армії на чотири місяці заборонялися ворожі дії проти поляків. Щоб добитися для своїх людей вільного догляду, Шеїн пішов на вимогу Владислава, щоб він і його полковники при проїзді повз польський табір схилили перед переможцями прапори і вклонилися королю.

### Звинувачення та страта
Незважаючи на те, що відступ від Смоленська, судячи з грамот, що посилаються в січні — лютому, схвалювався московським урядом, після повернення Шеїна до Москви боярська комісія звинуватила його в зраді та численних помилках. Йому ставилися у провину «мішкутний перехід» до Смоленська, який дозволив «литовським людям» зміцнити місто, і нібито пасивність протягом облоги. Однак найбільш тяжким і несподіваним було звинувачення в тому, що Шеїн ще під час свого восьмирічного полону нібито цілував хрест королю Сигізмунду III і королевичу Владиславу, а також, що він у всьому поляках «радів і добра хотів, а государеві зраджував». У провину ставилося також те, що Шеїн під час облоги не промишляв на благо війська над жителями Смоленського та Дорогобузького повітів, хоча в цьому питанні він дотримувався государевого «наказу», даного напередодні походу:283.
Меньшиков пише про системний характер прорахунків і помилок Шеїна у взаємозв'язку з помилками інших полководців того часу і робить висновок, що вони «вишиковуються в послідовний ланцюг, що відображає як загальний рівень і якість командного складу московської армії того часу, так і стан збройних сил загалом».
На перебіг швидкоплинного процесу проти Шеїна несприятливо вплинула недавня смерть багаторічного покровителя воєводи патріарха Філарета. 18 квітня цар і бояри слухали справу про Шеїна та його товаришів і засудили їх до смертної кари. 28 квітня страту було виконано на Червоній площі. Разом із Шеїним були страчені Артемій Ізмайлов із сином Василем. Майно Шеїна було конфісковано на користь скарбниці, а членів сім'ї було заслано. Незважаючи на звинувачення, висунуті проти Шеїна, «міцний воєвода» залишався дуже популярним у народі, а в день його страти в Москві почалися заворушення та підпали. Багато ратних людей відповіли на вирок від'їздом зі служби:238.
Похований у Троїце-Сергіїв монастирі.
На думку російських істориків Сергія Соловйова та Василя Ключевського, Шеїн не був зрадником і був засуджений у результаті боярської інтриги. Історик Вадим Каргалов вважав, що звинувачення і суворий вирок Шеїну мали на меті пом'якшити несприятливе враження від діяльності самого уряду царя Михайла Романова, який не зумів як слід підготуватися до війни, вкрай повільно розгортав військові сили і не здатний налагодити належне постачання свого «великого воєводи» під Смоленськом. За його словами, трагічна смерть Шеїна позбавила Московію найбільш авторитетного і досвідченого на той момент полководця:239.
На відміну від них, історик Дмитро Іловайський дуже негативно оцінював поведінку Шеїна під Смоленськом. За його словами, Шеїн діяв самовільно і всупереч указам з Москви, робив фатальні тактичні помилки, особисто наживався на перепродажі хліба війську. Називаючи звинувачення Шеїна у присязі Сигізмунду «темним пунктом», Іловайський проте заявляв, що Шеїн повернувся з полону розбещеним і гордовитим. Історик вважав Шеїна головним винуватцем невдачі під Смоленськом, а його страту називав заслуженою і що відбулася під тиском громадської думки. Паралельно Іловайський відкидав тезу про погане постачання війська урядом, а також будь-яку істотну значущість кримських набігів для результату смоленської кампанії.

## Пам'ять

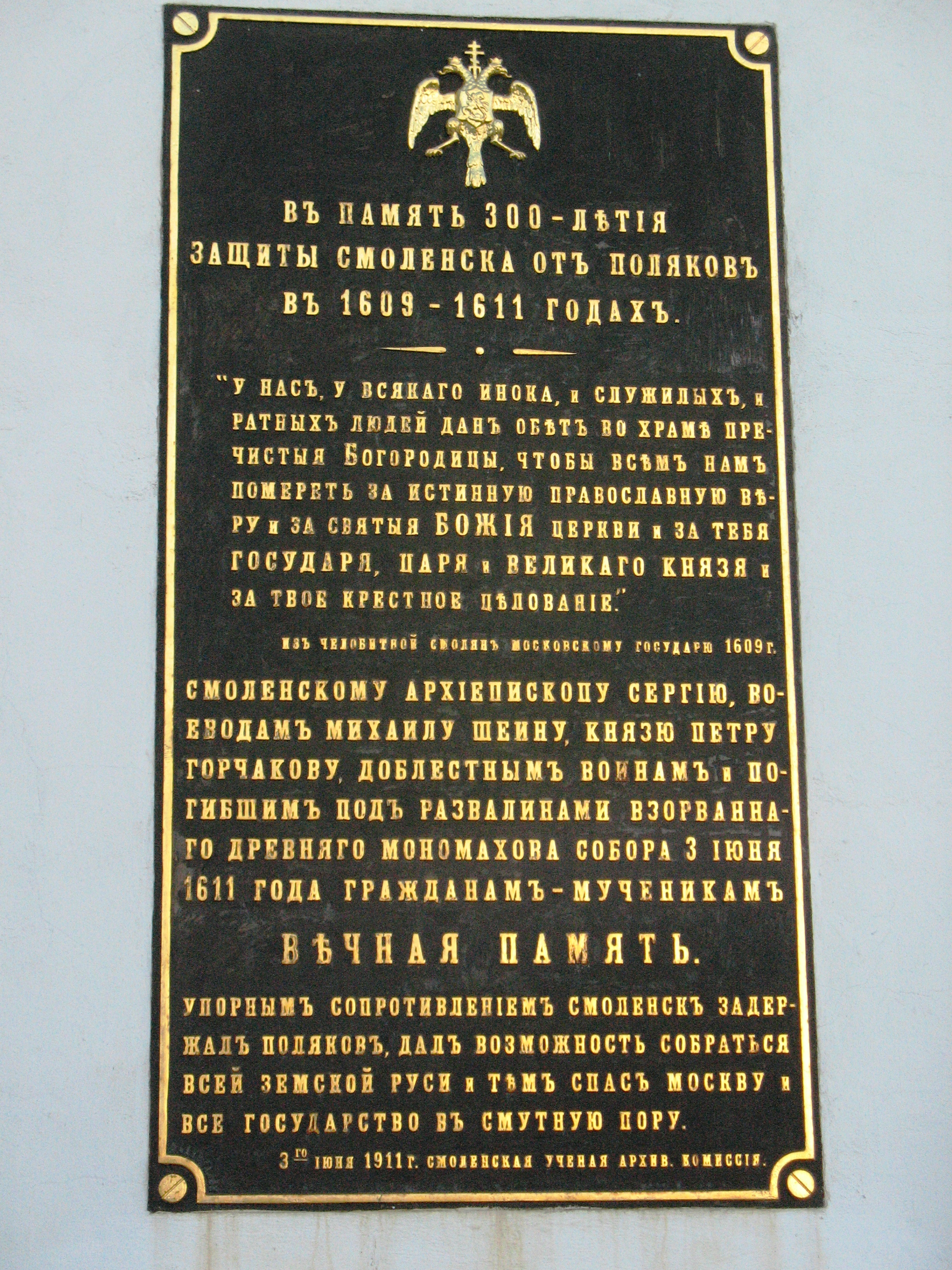
Меморіальна дошка на згадку про 300-річчя захисту Смоленська від "поляків" (1911) на стіні Успенського кафедрального собору зі згадкою імені воєводи Михайла Шеїна

- Земляний вал біля колишньої Грановітої вежі смоленських укріплень, зруйнованої під час облоги Смоленська військами Михайла Шеїна в 1632—1633 роках, частково зберігся до наших днів і є однією з визначних пам'яток Смоленська, відомої під назвою «Шеїнів бастіон».
- Коломінська вежа, на якій 3 червня 1611 року вів свій останній бій при обороні Смоленська воєвода Шеїн, отримала згодом назву Шеїної вежі. Вона була пошкоджена в ході цього бою, а в XIX столітті розібрано, у XX столітті було розібрано також навколишні вежу стіни.
- На околицях Смоленська існувало село Шейнівка (нині - однойменна місцевість на території Смоленська), назване на ім'я воєводи.
- У 1911 році на стіні Успенського кафедрального собору в Смоленську було відкрито меморіальну дошку на згадку про 300-річчя захисту Смоленська від "поляків". Ім'я воєводи Михайла Шеїна поряд з іменами смоленського архієпископа Сергія та князя Петра Горчакова згадано на дошці.
- Літера «Ш», що позначає Михайла Шеїна, була присутня на попередньому зображенні сучасного герба Смоленська, вона згадується в Рішенні Смоленської міської Ради від 27.04.2001 № 111 «Про герб міста-героя Смоленська». Однак, у наступних офіційних документах по гербу вона була замінена на другий вензель Олександра I[19][20].
- 2001 року смоленський художник Юрій Мельков написав картину «Смоленський воєвода Михайло Борисович Шеїн».
- З 2013 року у Смоленську обговорюються питання встановлення у місті пам'ятника Михайлу Шеїну[21].
- У повнометражному мультфільмі «Фортеця: Щитом та мечем» (2015, реж. Ф. Дмитрієв) Михайло Шеїн один із головних героїв захисту Смоленська.
- У повнометражному фільмі «Стіна» 2016 роль Михайла Шеїна грає Олексій Серебряков[22].